# 堅硬粉蝨
堅硬粉蝨（学名：Singhiella chitinosa）为粉蝨科迷粉蝨屬下的一个种。